# آب‌سنگ حلقوی موکیل
موئوکیلوآ یا موکیل با نام پیشین جزیره وِلینگتون یا جزیره دوپِری (به یاد لویی ایزیدورو دوپری) یک آب‌سنگ حلقوی در وسط اقیانوس آرام است. این آب‌سنگ غیر مسکونی از دید جغرافیایی به جزایر کارولین وابسته است و بخشی از جزایر بیرونی پوناپی در ایالات فدرال میکرونزی است.

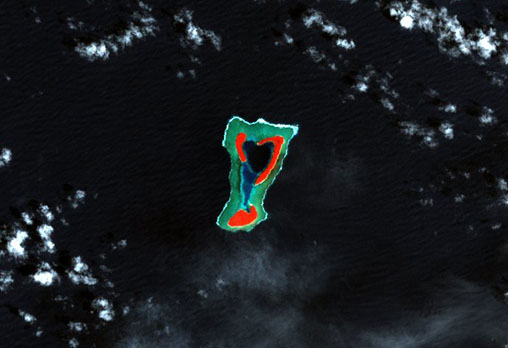
نگاره آب‌سنگ حلقوی موکیل از دید ماهواره اداره کل ملی هوانوردی و فضا (ناسا)

موئوکیلوآ در ۱۵۳ کیومتری خاور پوناپی و نزدیک به ۱۱۳ کیلومتری شمال باختری پینگلاپ قرار دارد. این آب‌سنگ حلقوی مستطیل شکل، ۴/۵ کیلومتر طول و ۲/۸ کیلومتر پهنا دارد. در درون آن سه جزیره به نام‌های "اورِک"، "کالاپ" (مرکز)، و "موآندون" قرار دارند که یک تالاب مرکزی با مساحت نزدیک به ۲ کیلومتر مربع را پدید می‌آورند. شمال خاوری کالاپ تنها بخشی است که مردم در آن زندگی می‌کنند. این شهر رو به تالاب است. مساحت کلی این آبخوست ۱/۲۴ کیلومتر مربع است.
جمعیت موئوکیلوآ از ۱۷۷ نفر در سال ۲۰۰۰ به ۱۴۷ نفر در سال ۲۰۰۸ کاهش یافته است. مردم آن به زبان موکیلیایی صحبت می‌کنند که شبیه به زبان پوناپیایی بوده و از خانواده زبان‌های میکرونزیایی است.
نام جزیره ولینگتون از کشتی مارکیس ولینگتون (به انگلیسی: Marquis of Wellington) گرفته شده که ناخدای کشتی، این نام را بر آب‌سنگ نهاد. کشتی مارکیس ولینگتون در راه خود به چین برای جابجایی ۲۰۰ بزه‌کار تبعیدی از بریتانیا به پورت جکسون (بندرگاه سیدنی) استرالیا بود.